# Bob Crosby
Bob Crosby, (Spokane, 1913. augusztus 23. vagy 1913. augusztus 25. – La Jolla, 1993. március 9.) amerikai zenekarvezető, énekes.

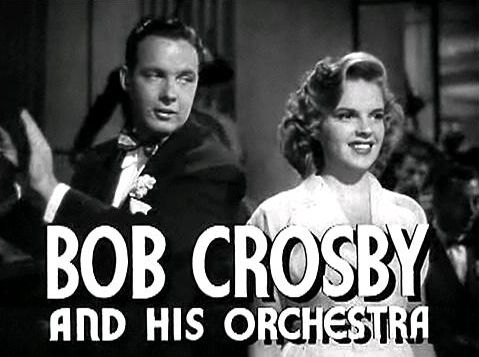
Judy Garland és Bob Crosby a „Presenting Lily Mars” című 1943-as filmben

## Pályafutása
Bob Crosby korán otthagyta az egyetemet, hogy bátyja példáját követve énekes lehessen. 1932-től Anson Weeks zenekarában énekelt; majd 1934-ben a The Dorsey Brothers zenekarában. Amikor Gil Rodin szaxofonos meghívta, hogy adja nevét az utóbbi által 1934-ben (Ben Pollack zenekarának kiesett tagjaiból) alapított zenekarhoz, a Bob Crosby Orchestra a kor egyik legjobb dixieland zenekara lett. A zenekart valójában Gil Rodin vezette, Crosby volt a frontember-énekes. A zenekar legnagyobb slágere a „Big Noise from Winnetka” volt. A zenekarban énekesnők mindig voltak: Kay Weber, Doris Day, Kay Starr és Anita O'Day.
Bob Crosby filmeszereplései is hozzájárultak a sikerhez.
Amikor a második világháborúban több tagot behívtak katonai szolgálatra (köztük Crosbyt és Rodint is), a zenekar feloszlott. 1945 végén Eddie Miller új zenekart szervezett, és 1946 elején sikeres szerződést kötöttek a Hollywood Palladiummal.
Crosby több turnét szervezett az 1980-as években, és számos lemezt rögzített a Capitol, Coral és Dot Records kiadóknak. Crosby ezután csökkentette zenekarvezetői tevékenységét, és elsősorban a rádiós és televíziós műsorokban való szereplésre koncentrált. Az 1970-es évek elején részt vett a Dixieland Revivalben; évente vendégszerepelt Disneylandben, ahol régi, 30-as és 40-es évekbeli zenekari tagjai vettek részt.
Bob Crosby élete végén a San Diego melletti La Jollában élt. 1993-ban halt meg rákban.

## Lemezválogatás
- Bob Crosby's Bob Cats (1954)
- The Bob Cats Ball (1955)
- Bob Crosby's Bob Cats in Hifi (1957)

## Filmek
- Rhythm on the Roof (1934, rövidfilm) – önmaga
- Collegiate (1936) – Chorus Boy
- Paramount Headliner: Bob Crosby and His Orchestra (1938, rövidfilm)
- Let's Make Music (1941) – önmaga
- Sis Hopkins (1941) – Jeff Farnsworth
- Rookies on Parade (1941) – Duke Wilson
- Abercrombie Had a Zombie (1941, rövidfilm) – önmaga
- Merry-Go-Roundup (1941, rövidfilm) – önmaga
- Holiday Inn (1942) – Orchestra Leader
- Reveille with Beverly (1943) – önmaga
- Presenting Lily Mars (1943) – önmaga
- Don't Hook Now (1943, rövidfilm) – önmaga
- Thousands Cheer (1943) – önmaga
- See Here, Private Hargrove (1944) – önmaga
- Pardon My Rhythm (1944) – önmaga
- Kansas City Kitty (1944) – Jimmy
- The Singing Sheriff (1944) – Bob Richards
- My Gal Loves Music (1944) – Mel Murray
- Meet Miss Bobby Socks (1944) – Don Collins
- Pillow to Post (1945) – Clarence Wilson (kivágott jelenet)
- When You're Smiling (1950) – önmaga
- Call Me Mister (1951) – önmaga
- Stars in the Eye (1951)
- Two Tickets to Broadway (1951) – Orchestra Leader
- The Greatest Show on Earth (1952) – Spectator (ellenőrizetlen)
- Down Among the Sheltering Palms (1952) – önmaga (ellenőrizetlen)
- Road to Bali (1952) – önmaga ellenőrizetlen
- Senior Prom (1958) – Bob Crosby
- The Five Pennies (1959) – Wil Paradise (utolsó filmszerepe)

Bob Crosby vendégszerepelt a „The Gisele MacKenzie Show” című televíziós sorozatban; szerepelt saját délutáni varietéjában 1953-57 között. Az 1960-as években Ausztráliában egy tévéműsorban is szerepelt. Egyike volt annak a két kiemelt énekesnek (a másik Dennis Day volt), akik az 1950-es évek közepén a „The Jack Benny Program” epizódjaiban szerepeltek.

## Díjak
- 1960: Hollywood Walk of Fame